# عزت‌الله اوزار
عزت‌الله اوزار سیاست‌مدار ایرانی بود، که در  دوره بیست و یکم  بعنوان نماینده تهران در مجلس شورای ملی حضور داشت.